# Bitwa pod Olszowym Młynem

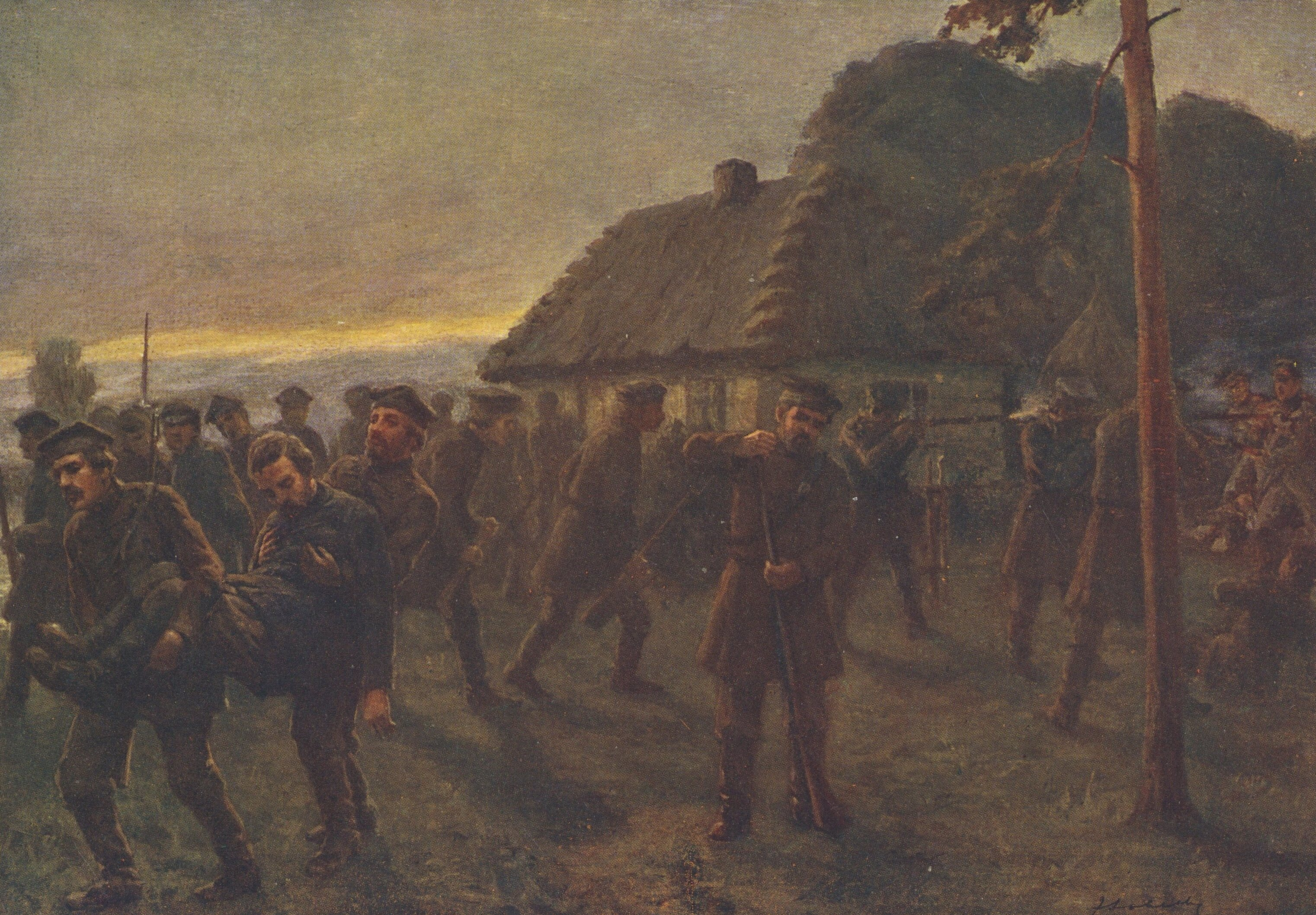
Bitwa pod Olszowym Młynem (J. Sobecki)

Bitwa pod Olszowym Młynem (Tartakiem, Olszakiem, Olszowem, Olszowym, Olszówką, Pątnowem, Jeziorem Gosławickim, Gosławicami) – bitwa stoczona 22 marca 1863 roku pod Olszowym Młynem, między powstańcami styczniowymi a Rosjanami.

## Przed bitwą
Ponad dwa tygodnie od przegranej bitwy pod Dobrosołowem oddział Kazimierza Mielęckiego założył obóz w lesie pod Pątnowem. W pobliskim Kazimierzu Biskupim stacjonowały jednak siły rosyjskie, którymi dowodził książę-pułkownik Emil de Sayn Wittgenstein Berlebour. Około godziny 2:00 w nocy 22 marca 1863 roku do Kazimierza Biskupiego dotarł dezerter (niemiecki ochotnik) z oddziału Mielęckiego, który poinformował Rosjan o miejscu stacjonowania powstańczego oddziału. Wittgenstein, wysłuchawszy dezertera, postanowił zaatakować. Około godziny 3:10 rosyjska kolumna wyruszyła w kierunku Pątnowa. Nieco wcześniej, bo około godziny 3:00, został ogłoszony alarm wśród powstańców, którzy godzinę później wyruszyli w stronę Olszowego Młyna. Obie strony, świadome bliskości wrogich sił, dążyły do zaskoczenia przeciwnika nagłym atakiem o świcie.

## Liczebność sił powstańczych i rosyjskich
W skład oddziału Kazimierza Mielęckiego wchodziły dwie kompanie strzelców (jedną dowodził kapitan Sikorski, a drugą kapitan Michał Zieliński), kompania kosynierów (dowodzona przez kapitana Klepaczewskiego) i szwadron kawalerii (pod dowództwem Władysława Miśkiewicza). Nad całością piechoty komendę objął Edmund Callier. Ogółem siły powstańcze, według Calliera, wynosiły 495 osób.
W oddziale Mielęckiego służył przynajmniej jeden Francuz. Był nim Déodat Lejars.
Siły rosyjskie składały się z 3. roty strzeleckiej i 3. roty liniowej ze Szlisselburskiego 15. Pułku Piechoty, 3. roty liniowej z 14. Ołonieckiego Pułku Piechoty, ½ sotni Kozaków z Dońskiego 31. Kozackiego Pułku, ½ szwadronu Huzarów z Mariupolskiego Pułku Huzarów, 4. szwadronu z Mariupolskiego Pułku Huzarów i 15 Kozaków z 31. Dońskiego Kozackiego Pułku.

## Przebieg bitwy
Bitwa rozpoczęła się o godzinie 4:30. Polska straż przednia i część taboru została zaatakowana na zachodnim brzegu przy moście prowadzącym przez Strugę Biskupią. Doszło do walki na bagnety i przejęcia części wozów taborowych przez Rosjan. Powstańcy wycofali się na wschodni brzeg, gdzie zatrzymali się na linii lasu. Rosjanie, w tym czasie, zajęli pobliski tartak. Około 5:00 rano nastąpił kontratak Polaków. Po trzydziestu minutach walki Wittgenstein zdecydował wycofać się na zachodni brzeg Strugi Biskupiej, jednocześnie wzywając posiłki z Konina. Około godziny 6:30 powstańcy zajęli młyn i zabudowania gospodarcze. Około godziny 6:45 Callier dokonał nieudanej próby ataku przez mosty. Niedługo później Mielęcki odniósł ciężką ranę kręgosłupa, przez co musiał zostać ewakuowanym z pola walki. Rany odniósł również Callier. Około godziny 9:00 Polacy, m.in. z powodu braku amunicji, wycofali się do Pątnowa, w tym samym czasie, w obliczu prawie całkowicie wystrzelanego zapasu amunicji i w obawie przed oskrzydleniem, Rosjanie wycofali się na zachodni skraj lasu.

## Straty
Pod Olszowym Młynem zginęło co najmniej kilku powstańców, m.in. Antoni (Jan) Wąsowicz – szewc ze Stęszewa i Maciej Kryszkiewicz z Poznania. Pogrzeb większości poległych odbył się 26 marca 1863 roku na cmentarzu w Kleczewie.

## Badania archeologiczne
Miejsce bitwy pod Olszowym Młynem zostało w 2012 roku przeszukane przez poszukiwaczy z Muzeum Okręgowego w Koninie i ze stowarzyszenia Wielkopolskie Forum Eksploracyjno-Historyczne. Znaleziono pociski, łuski, kule, kapiszony i guziki z czasów bitwy. Znaleziska można obejrzeć w Muzeum Okręgowym w Koninie.

## Upamiętnienie
- W 150 rocznicę bitwy jedno z konińskich rond otrzymało nazwę: „Bitwy pod Pątnowem”[6].
- 26 stycznia 2013 roku w Olszowym Młynie postawiono, z inicjatywy Muzeum Okręgowego w Koninie, Stowarzyszenia Współpracy Polska-Wchód w Koninie, Nadleśnictwa Konin, Wielkopolskiego Forum Eksploracyjno-Historycznego, Leśnictwa w Brzeźnie i w Kazimierzu Biskupim oraz Komendy Hufca ZHP Konin, dwa krzyże: katolicki i prawosławny. 22 marca 2013 roku organizatorzy postawili kamień pamiątkowy i tablicę informacyjno-dydaktyczną[1][5].
- W 2023 roku został wydany tomik wierszy Tomasza Jankowskiego pt. „W krwawym polu srebrne ptaszę”. Autor opisał w nim m.in. dzieje powstania styczniowego na Ziemi Konińskiej. Jeden z wierszy, o nazwie „Pod Olszowym Młynem – 22.03.1863 r.”, poświęcił tytułowej bitwie[7].
- Z okazji 160 rocznicy wybuchu powstania styczniowego Muzeum Okręgowe w Gosławicach zorganizowało wystawę dotyczącą powstańczego zrywu. Wśród wymienionych i opisanych bitew znalazła się m.in. bitwa pod Olszowym Młynem[8].